# Яспер Схенделар
Яспер Схенделар (нід. Jasper Schendelaar, нар. 2 вересня 2000, Алкмар, Нідерланди) — нідерландський футболіст, воротар клубу «Зволле».

## Ігрова кар'єра

### Клубна
Яспер Схенделар народився у місті Алкмар і є вихованцем місцевого клубу АЗ. У квітні 2018 року він дебютував у другій команді «Йонг АЗ» у турнірі Еерстедивізі. Від початку сезону 2017/18 воротар був внесений до заявки першої команди на участь у чемпіонаті Нідерландів.
Сезон 2020/21 Схенделаар провів в оренді в клубі Еерстедивізі — «Телстар».
Влітку 2021 року контракт воротаря з АЗ добіг кінця і Яспер на правах вільного агента перейшов до клубу «Зволле». Перший сезон у новій команді Схенделаар провів як резервний воротар, не зігравши жодного матчу. Його дебют у вищому дивізіоні чемпіонату країни відбувся 7 серпня 2022 року у матчі проти «Де Графсхап».

### Збірна
У складі юнацької збірної Нідерландів (U-17) Яспер Схенделар брав участь у юнацькому чемпіонаті Європи, що проходив 2017 року в Хорватії, де його команда дісталася чвертьфіналу турніру.
У 2023 році Схенделаар був у заявці молодіжної збірної Нідерландів на участь у молодіжному чемпіонаті Європи в Румунії та Грузії. Але на турнірі Яспер залишався резервним воротарем.

## Досягнення
- Команда місяця Ередивізі: грудень 2024[6]